# Cocobolo
Le cocobolo est une essence de bois rougeâtre produite par quelques espèces d'arbres du genre Dalbergia (famille des Fabaceae) qui poussent en Amérique centrale.

## Exploitation
L'espèce la plus connue et celle qui fournit la majeure partie du bois sur le marché est Dalbergia retusa, arbre d'une taille de 20 à 25 mètres de haut. 
En raison de ses grandes qualités esthétiques, de sa couleur et de sa solidité, le cocobolo est surexploité et l'arbre est maintenant en danger d'extinction en dehors des parcs nationaux, des réserves et des plantations. Il faut entre 80 et 100 ans pour que l'arbre atteigne la maturité et puisse être exploité.
Le cocobolo change de couleur après avoir été coupé. Il est en général orange ou brun-rouge, avec des veines irrégulières plus foncées. Le bois a une texture fine et huileuse, il résiste bien aux agressions externes comme les manipulations et la présence d'eau. Il est très dur et peut être facilement travaillé. Il est dense et même un large bloc de bois produira un son clair s'il est frappé. 

## Utilisation

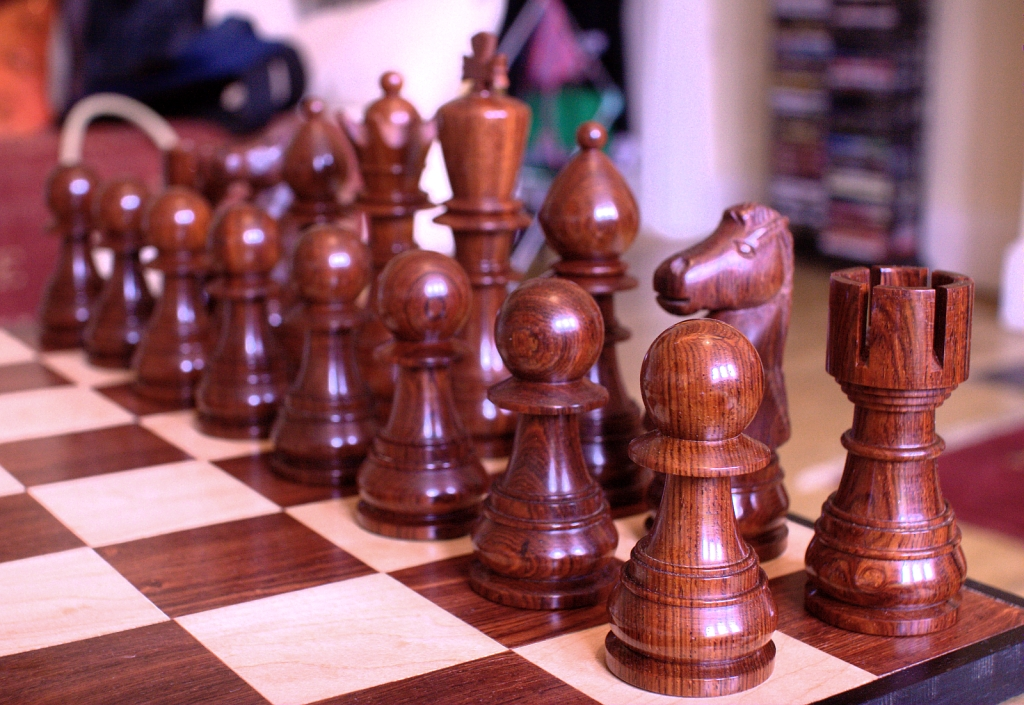
Pièces d'échecs en cocobolo

Une petite quantité de ce bois onéreux est disponible sur le marché. Il est souvent utilisé dans des objets décoratifs ou de petites pièces comme les poignées d'armes ou les manches de couteaux.  Il est apprécié en marqueterie, mais aussi pour la fabrication de guitares (la firme Alembic Inc considère le cocobolo comme son bois de prédilection et des artistes comme Stanley Clarke utilisent des basses en cocobolo), les instruments à vent (clarinettes, hautbois, galoubets, quenas, etc.) ou encore la fabrication de boîtes, bols, plumes, etc. Certaines embarcations l'utilisent comme bois de ballast. Le cocobolo a une densité supérieure à 1.0, ce qui fait qu'il coule. 
Des précautions doivent être prises lorsqu'il est travaillé. Les huiles contenues dans le bois peuvent produire des allergies sérieuses, les yeux et les voies respiratoires sont particulièrement concernés en cas de présence de poussière. Un système d'aspiration et un masque de protection sont fortement recommandés. 

## Dans la culture populaire
La série Better Call Saul fait mention de meubles fabriqués à partir de bois de cocobolo. Le film Only Lovers Left Alive de Jim Jarmusch, fait également référence au bois de cocobolo.